# Hidayat Heydarov
Hidayat Heydarov (em azeri:  Hidayət Heydərov; Karaganda, 27 de julho de 1997) é um judoca azeri. Foi medalhista de ouro nos Jogos Olímpicos de Verão de 2024 em Paris na categoria até 73 kg.